# Iron Man 2 (trilha sonora)
Iron Man 2 é um álbum da banda australiana de hard rock AC/DC, lançado em 19 de abril de 2010 como trilha sonora para o filme Iron Man 2 de Jon Favreau. O álbum foi anunciado em 26 de janeiro de 2010 e é visto como sendo usado do mesmo modo como foi Who Made Who no filme Maximum Overdrive de Stephen King, não como uma compilação dos maiores sucessos, mas uma coletânea da banda, mesmo contendo alguns de seus grandes sucessos.
O co-presidente da Columbia Records, Steve Barnett disse: "A visão de Jon Favreau e a paixão pela música do AC/DC fazem a mistura perfeitamente para este filme incrível; a música realmente destaca a alta energia e a emoção do filme". O álbum traz uma mistura quase meio-a-meio das canções de Bon Scott e Brian Johnson no período AC/DC. O álbum traz quinze faixas de dez álbuns diferentes, que vão de 1975 a 2008.
Iron Man 2: Original Motion Picture Score, um álbum separado para o filme composto por John Debney, foi lançado em 20 de julho de 2010.

## Lançamento
Amazon.com e Walmart.com recebem as pré-encomendas para o lançamento do álbum em 19 de abril de 2010. Amazon disponibiliza-o em diferentes edições que incluem apenas o CD, o CD/DVD, ou o Vinil duplo.

## Videoclipe
Em 26 de janeiro de 2010, um videoclipe foi lançado trazendo "Shoot to Thrill" com exclusivas gravações originais do filme Iron Man 2. A gravação original da apresentação ao vivo utilizada no vídeo, foi filmada no final de 2009, em Buenos Aires.

## Faixas
| N.º | Título                              | Letras                                    | Música                | Lançamento original                          | Duração |  |
| 1.  | "Shoot to Thrill"                   | Angus Young, Malcolm Young, Brian Johnson | Young, Young, Johnson | Back in Black (1980)                         | 5:17    |  |
| 2.  | "Rock 'n' Roll Damnation"           | Young, Young, Bon Scott                   | Young, Young, Scott   | Powerage (1978)                              | 3:37    |  |
| 3.  | "Guns for Hire"                     | Young, Young, Johnson                     | Young, Young, Johnson | Flick of the Switch (1983)                   | 3:26    |  |
| 4.  | "Cold Hearted Man"                  | Young, Young, Scott                       | Young, Young, Scott   | Powerage (1978)                              | 3:34    |  |
| 5.  | "Back in Black"                     | Young, Young, Johnson                     | Young, Young, Johnson | Back in Black (1980)                         | 4:14    |  |
| 6.  | "Thunderstruck"                     | Young, Young                              | Young, Young          | The Razors Edge (1990)                       | 4:53    |  |
| 7.  | "If You Want Blood (You've Got It)" | Young, Young, Scott                       | Young, Young, Scott   | Highway to Hell (1979)                       | 4:37    |  |
| 8.  | "Evil Walks"                        | Young, Young, Johnson                     | Young, Young, Johnson | For Those About to Rock We Salute You (1981) | 4:23    |  |
| 9.  | "T.N.T."                            | Young, Young, Scott                       | Young, Young, Scott   | T.N.T. (1975)                                | 3:34    |  |
| 10. | "Hell Ain't a Bad Place to Be"      | Young, Young, Scott                       | Young, Young, Scott   | Let There Be Rock (1977)                     | 4:15    |  |
| 11. | "Have a Drink on Me"                | Young, Young, Johnson                     | Young, Young, Johnson | Back in Black (1980)                         | 3:57    |  |
| 12. | "The Razors Edge"                   | Young, Young                              | Young, Young          | The Razors Edge (1990)                       | 4:23    |  |
| 13. | "Let There Be Rock"                 | Young, Young, Scott                       | Young, Young, Scott   | Let There Be Rock (1977)                     | 6:07    |  |
| 14. | "War Machine"                       | Young, Young                              | Young, Young          | Black Ice (2008)                             | 3:10    |  |
| 15. | "Highway to Hell"                   | Young, Young, Scott                       | Young, Young, Scott   | Highway to Hell (1979)                       | 3:28    |  |

## Equipe
- Brian Johnson e Bon Scott – vocais
- Angus Young – guitarra solo
- Malcolm Young – guitarra rítmica, vocal de apoio
- Cliff Williams – baixo elétrico, vocal de apoio
- Phil Rudd – bateria

### Equipe de apoio
- Chris Slade – bateria em "Thunderstruck", "The Razors Edge"
- Bon Scott - vocal em "Rock N' Roll Damnation", "Cold Hearted Man", "If You Want Blood (You've Got It)", "T.N.T.", "Hell Ain't a Bad Place to Be", "Let There Be Rock", "Highway to Hell"
- Mark Evans - baixo elétrico em "T.N.T.", "Hell Ain't a Bad Place to Be", "Let There Be Rock", vocal de apoio em "T.N.T."